# Hascosay
Hascosay (fornnordiska: Hafskotsey) är en obebodd liten ö mellan Yell och Fetlar i den brittiska ögruppen Shetlandsöarna, norr om Skottland.

## Geografi och geologi
Öns berggrund består av gnejs.
Ön har flera vattenkällor, men sötvattnet i dem förstörs regelbundet av saltstänk från havet.

## Historia

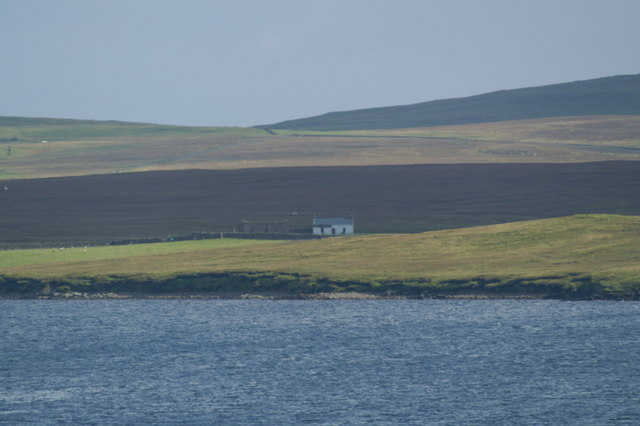
Hus på Hascosay, med Fetlars kullar bakom

Hascosay hade år 1841 en befolkning på 42 öbor, men sjönk till blott tretton inom loppet av tio år. Knappt tjugo år senare var ön obebodd. Öns laird (landägare), Arthur Nicholson, som hade köpt ön hade tidigare "rensat" delar av Fetlar, och det är möjligt att de boende på Hascosay flyttade av oron att en framtida vräkning kunde komma från landägaren.